# Corythopis
Corythopis és un gènere d'ocells de la família dels tirànids (Tyrannidae). Agrupa dues espècies originàries de Amèrica del Sud, on es distribueixen des de Colòmbia, Veneçuela i Guaiana fins al nord de l'Argentina. Als seus membres se'ls coneix pel nom vulgar de tirà formiguer.

## Característiques
Les espècies d'aquest gènere mesuren 14 cm de longitud, de cames llargues. Són bàsicament terrestres i es distribueixen en boscos de baixa altitud. El niu és una bola en format de forn, coberta de molsa i col·locat en el sòl.

## Etimologia
El nom genèric Corythopis es compon de les paraules del grec antic «koruthōn, koruthōnos» que significa “alosa”, i «ōpos» que significa “aparença”.

## Taxonomia
Els amplis estudis genètic-moleculars realitzats per Tello et al. (2009) van descobrir una quantitat de relacions noves dins de la família Tyrannidae que encara no estan reflectits en la majoria de les classificacions. Seguint aquests estudis, Ohlson et al. (2013) van proposar dividir Tyrannidae en cinc famílies, entre les quals Rhynchocyclidae (Berlepsch, 1907) agrupant diversos gèneres entre els quals Corythopis, aquest, en una subfamília Pipromorphinae (Wolters, 1977), al costat de Phylloscartes, Leptopogon, Pseudotriccus i Mionectes. El Comitè Brasiler de Registres Ornitològics (CBRO) adopta aquesta família, mentre el Comitè de Classificació de Sud-amèrica (SACC) i la resta d'autoritats taxonòmiques espera propostes per a analitzar els canvis.14
Segons la Classificació del Congrés Ornitològic Internacional (versió 14.2, 2024) aquest gènere està format per dues espècies:
- Corythopis torquatus - tirà formiguer septentrional.
- Corythopis delalandi - tirà formiguer meridional.